# Mirko Zapolja
Mirko (Emerik) Zapolja (mađ. Szapolyai Imre) (? – ?, 12. rujna 1487.), slavonski velikaš, hrvatski ban (1464. – 1465.), ugarski palatin (1486. – 1487.), jajački ban i upravitelj Kraljevine Bosne iz velikaške obitelji Zapolja.

## Životopis
Sin je erdeljskog kneza Ladislava Zapoljskog. Podržao je kralja Matiju Korvina u sukobu s njemačkim carem Fridrikom III. Habsburgovcem u borbama oko hrvatsko-ugarskog prijestolja. U jesen 1463. godine pratio je kralja Matiju Korvina na pohodu u Bosnu, kojom prigodom je oslobođen velik dio njenog teritorija i neke važne utvrde, među kojima i jajačka, koju su Korvinove postrojbe zauzele poslije dulje opsade na Božić iste godine.  
Nakon osnivanja Jajačke banovine Zapolja je postao njen prvi upravitelj. Sljedeće godine postao je banom Dalmacije, Hrvatske i Slavonije te je dobio na upravu Topusku opatiju. U službenim se dokumentima tada nazivao regni Boznensis gubernator, Dalmatiae, Croatiae non Slavoniae banus.
Mirko je 1467. godine iskoristio nezadovoljstvo naroda u Erdelju te se, zajedno s bratom Stjepanom, pobunio protiv kralja, no Matija Korvin je već u studenom iste godine ugušio ustanak i kaznio pobunjenike. Zapolja se ponovno početkom 1471. godine pridružio velikoj pobuni ugarskih velikaša i prelata protiv kralja pod vodstvom ostrogonskoga nadbiskupa Ivana Viteza. Nezadovoljnici su se pobunili protiv kralja jer je zanemario obranu južnih granica Kraljevstva od sve češćih osmanskih provala. Naposljetku se Mirko ipak pomirio s kraljem koji ga je poslije imenovao za ugarskog palatina.

## Vanjske poveznice
- Mirko Zapolja Hrvatska enciklopedija

| Prethodnik:        | Hrvatski ban (1464. - 1465.) | Nasljednik:       |
| Herman II. Celjski | Hrvatski ban (1464. - 1465.) | Ivan Thuz od Laka |